# Jardin des Missions-Étrangères
Ne doit pas être confondu avec Square des Missions-Étrangères.
Le jardin des Missions-Étrangères est un jardin privé d'un hectare situé dans le 7e arrondissement de Paris. Dessiné par un disciple d'André Le Nôtre, il appartient aux Missions étrangères de Paris depuis 1664. Ce jardin est ouvert au public lors des Journées européennes du patrimoine et la Journée des jardins.

## Situation et accès
Le jardin est accessible par le 128, rue du Bac. Il est ouvert au public à l'occasion des Journées du patrimoine et de la Fête des jardins.
Il est desservi par les lignes 10 et 12 à la station Sèvres-Babylone et par la 13 à la station Saint-François-Xavier.

## Histoire
Le jardin des Missions-Étrangères doit son existence à Bernard de Sainte-Thérèse. Évêque de Babylone, celui-ci a donné son nom à la rue de Babylone, où il possédait le terrain sur lequel fut construit le séminaire des Missions étrangères pour la formation de prêtres et de laïcs français destinés aux missions en Asie. La création du jardin remonte donc au XVIIe siècle.
L'hôtel du 120 rue du Bac, qui sont en fait deux hôtels jumelés, dont les cours sont séparées par un mur mitoyen, est construit en 1713-1715 par Claude Nicolas Lepas-Dubuisson pour la Société des Missions étrangères de Paris avec une vue sur le jardin. L'hôtel du no 118 est connu sous le nom d’« hôtel de Clermont-Tonnerre », du nom du locataire à la fin du XVIIIe siècle. François-René de Chateaubriand s'y est installé en 1838 et y est mort en juillet 1848. Il y écrit notamment les fameuses dernières lignes, l'explicit des Mémoires d'outre-tombe :

« En traçant ces derniers mots, le 16 novembre 1841, ma fenêtre, qui donne à l’ouest sur les jardins des Missions étrangères, est ouverte : il est six heures du matin ; j’aperçois la lune pâle et élargie ; elle s’abaisse sur la flèche des Invalides à peine révélée par le premier rayon doré de l’Orient : on dirait que l’ancien monde finit, et que le nouveau commence. Je vois les reflets d’une aurore dont je ne verrai pas se lever le soleil. Il ne me reste qu’a m’asseoir au bord de ma fosse ; après quoi je descendrai hardiment, le crucifix à la main, dans l’éternité. »

— François-René de Chateaubriand, Mémoires d'outre-tombe.
Au XXe siècle, certaines plantes exotiques découvertes par le père Jean-Marie Delavay, mort en Chine le 31 décembre 1895, botaniste et grand collecteur de plantes en Chine, sont ajoutées au jardin. Ce missionnaire avait rassemblé une des collections botaniques les plus importantes de la fin du XIXe siècle, dans une région limitée du Yunnan pour le compte du Muséum national d'histoire naturelle. De nombreuses espèces lui ont été dédiées comme Abies delavayi, Aster delavayi, Magnolia delavayi, Osmanthus delavayi, Paeonia delavayi, Wikstroemia delavayi.

## Description

### Plan

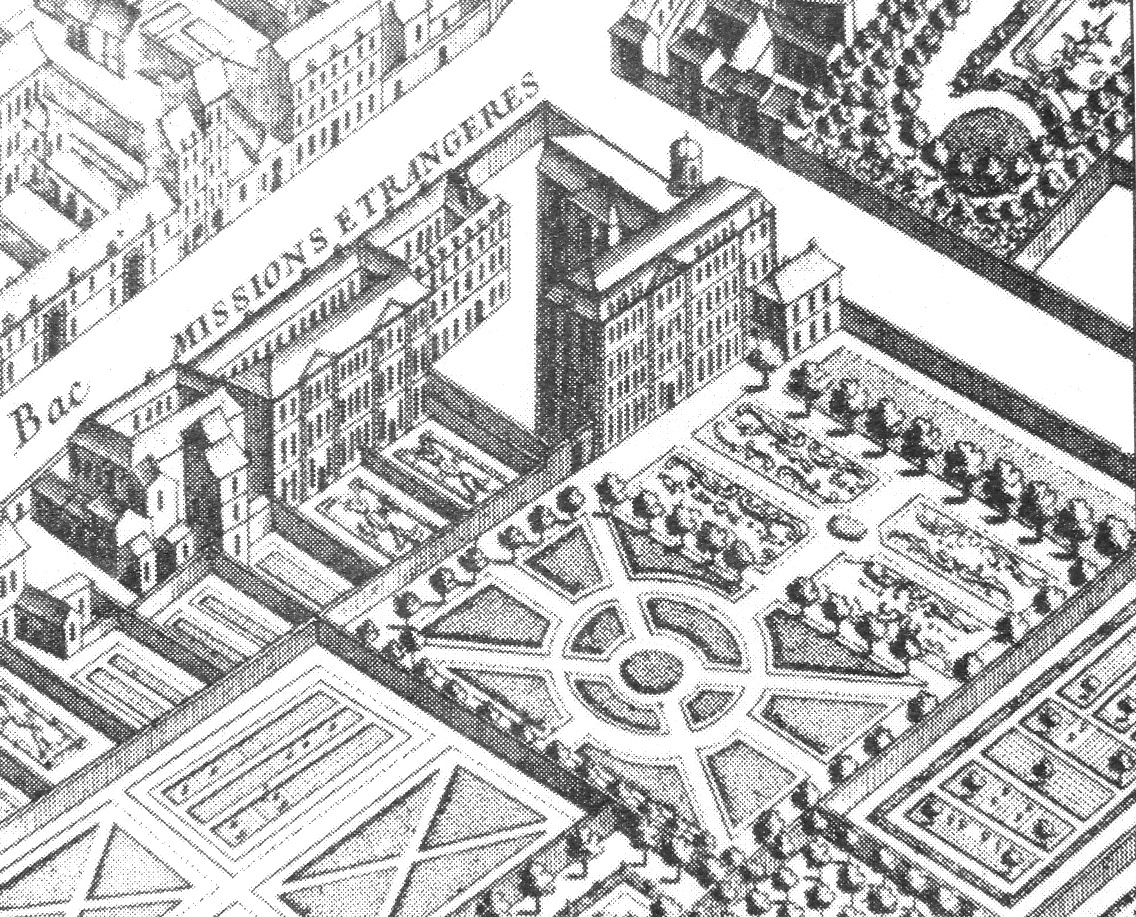
Détail de la carte de Paris par Turgot en 1739 : détail sur la rue du Bac, où apparaît le plan du jardin des Missions étrangères.

Ce jardin à la française a été exécuté par un disciple d'André Le Nôtre après approbation du maître, et n'a subi que très peu de modifications depuis. Le site est planté de nombreuses essences rares, rapportées le plus souvent par les missionnaires en voyage au bout du monde. Des vastes pelouses sont flanquées d'allées bordées de marronniers, de pêchers et de cerisiers, et sont traversées par des massifs de rosiers sauvages.

### Oratoire
Un oratoire, à l'angle nord-ouest du jardin, est construit vers 1844, à la demande du directeur des aspirants, le père François Albrand. Les aspirants aux Missions étrangères s'y réunissaient chaque soir pendant un mois pour prier pour les missionnaires qui venaient de partir. On allumait à cette occasion un cierge sur lequel étaient inscrits les noms des partants. Cette tradition remonterait au naufrage du Mercedes en mer de Chine en 1860, où huit missionnaires trouvèrent la mort. Dans cet oratoire, autour de la statue de la Vierge, figurent les noms de divers missionnaires canonisés en particulier par Jean-Paul II.
À côté se trouve une cloche chinoise, offerte en 1858 par le contre-amiral Charles Rigault de Genouilly au nom du corps expéditionnaire français à Canton. Elle a été placée dans le jardin en 1873. Elle porte une inscription chinoise disant qu’elle était dédiée à Kouan-in, déesse bouddhique de la miséricorde en 1721.
Près de l’oratoire figure également une stèle coréenne offerte par la cathédrale de Séoul à l’occasion de la canonisation des martyrs de Corée en 2003. Composée d’une tortue, symbolisant la terre et la longévité, la stèle porte les noms des martyrs. Elle est couronnée d’un chapeau avec deux dragons, symbolisant le ciel. Cette stèle représente la pensée traditionnelle de l’union de la Terre et du Ciel dans l’Homme. Elle est accompagnée d’une lanterne de pierre, et d’une inscription votive.

### Cadran solaire
Un cadran solaire, à l'entrée du jardin, qui n'était auparavant que des traces orientées vers l’occident, gravées sur un muret en pierre, date de 1737. Une méridienne se distingue d’un cadran solaire par le fait qu’elle ne fonctionne qu’aux alentours de midi. Une méridienne peut également servir de calendrier sommaire, l’image du soleil sur la méridienne étant plus ou moins haute en fonction du jour de l’année. En particulier, cette image passe par une position extrémale au moment des solstices. Aux équinoxes, l’image du Soleil occupe une position intermédiaire.

### Statues
Le jardin accueille quatre statues en bronze, qui représentent : le Christ en Croix, le Sacré-Cœur, saint Pierre et saint Joseph.